# Abdallah Yusuf Azzam
Abdallah Yusuf Azzam (arabisch عبدالله يوسف عزام, DMG ʿAbdallāh Yūsuf ʿAzzām; * 14. November 1941 in Silat al-Harithiyya, Palästina, im heutigen Westjordanland; † 24. November 1989 in Peschawar) war ein palästinensischer islamistischer Ideologe, Vordenker von al-Qaida und Mentor von Osama bin Laden. Er gilt als Vater des islamischen Dschihad in seiner modernen Form und war eine der zentralen Figuren in der Finanzierung und Organisation des afghanischen Widerstandes der 1980er-Jahre.

## Leben

### Frühe Jahre in Jordanien und Ägypten
Azzam wurde am 14. November 1941 in dem Dorf Silat al-Harithiyya bei Dschenin im Westjordanland geboren. Mitte der 1950er-Jahre dürfte er zur Muslimbruderschaft gestoßen sein. Er studierte in Damaskus (Abschluss in Theologie 1966), wo er Sprecher der Muslimbruderschaft war. 1965 heiratete er eine Palästinenserin, deren Familie 1948 nach der Gründung Israels in das Westjordanland geflohen war. Nach dem Sechstagekrieg 1967 ging Azzam mit seiner Familie nach Jordanien, von wo aus er etwa eineinhalb Jahre am bewaffneten Widerstand gegen die israelische Besetzung des Westjordanlands teilnahm, was jedoch von seinen Eltern nicht gebilligt wurde.
Im Herbst 1968 schrieb er sich in Kairo an der al-Azhar-Universität ein, ein Jahr später legte er dort ein Examen in islamischem Recht ab. Anfang 1970 wurde er Dozent an der Universität von Jordanien in Amman, ein Jahr später kehrte er mit einem Doktorandenstipendium an die al-Azhar-Universität zurück, wo er 1973 einen Doktorgrad in islamischen Recht erwarb. Während dieser Zeit in Kairo kam er mit der Familie des islamistischen Theoretikers Sayyid Qutb und wahrscheinlich auch mit dem „blinden Scheich“ Umar Abd ar-Rahman in Kontakt.
Er lehrte weiterhin an der Universität Amman über die Schia. 1975 wurde er eines von fünf Ratsmitgliedern bei der jordanischen Muslimbruderschaft. Er kam mit seinen radikalen islamischen Ansichten in Konflikt mit der jordanischen Obrigkeit, verlor seinen Posten an der Universität Amman und wurde im Herbst 1980 ausgewiesen. Anschließend verlegte er seinen Wohnsitz nach Mekka, um an der König-Abdul-Aziz-Universität zu lehren. Dort traf er Muhammad Qutb, den Bruder Sayyid Qutbs. Zugleich reifte in ihm die Vorstellung, nur ein bewaffneter Dschihad könne erfolgreich sein.

### Umzug nach Pakistan
Deshalb entschloss er sich als einer der ersten Araber, am Kampf gegen die Sowjetunion in Afghanistan nach deren Einmarsch 1979 teilzunehmen. 1981 zog er nach Islamabad, wo er mit den Anführern des afghanischen Befreiungskampfes zusammenkam und zeitweise an der Internationalen Islamischen Universität lehrte. Die ersten Bemühungen um eine Unterstützung des afghanischen Dschihad waren wenig fruchtbar. 1982 begann er mit der Veröffentlichung von Artikeln in der kuwaitischen Zeitschrift al-Mudschtamaʿ, in denen er über die göttlichen Wohltaten sprach, die den Märtyrern des afghanischen Dschihad zukommen sollen, und daran die Aufforderung an junge Araber anschloss, „sich der Karawane anzuschließen.“
1984 erschien Azzams Werk Die Verteidigung von muslimischen Ländern als höchste persönliche Pflicht, das er als Fatwa proklamierte. Er griff eine schon vorher formulierte Idee auf, bezog sie auch auf äußere Feinde und nicht nur, wie vorher geschehen, auf innere, das heißt Regierungen im eigenen Land. Der Dschihad wurde auf diese Weise internationalisiert, auch wenn er sich noch nicht auf fremde Territorien erstreckte. Azzam stärkte die Ideen des Panislamismus und islamischer Territorien, die es im Namen des Islam zu verteidigen gelte. In Saudi-Arabien gab es allerdings auch Kritik an seiner Schrift. Safar al-Hawālī, ein wichtiger Vertreter der Sahwa-Bewegung, antwortete ihm darauf mit einem Vortrag über das Verständnis des Dschihad, in dem er äußerte, nicht Dschihad, sondern Tauhīd, der Glaube an den einen Gott, sei die wichtigste individuelle Pflicht.

### Dschihadistischer Aktivismus in Peschawar
Um näher am Geschehen zu sein, zog Azzam im Oktober 1984 nach Peschawar, wo er mit seinem Schützling Osama bin Laden ein „Büro für Mudschahedin-Dienste“ (Maktab al-Chadamat) gründete, um Mudschahidūn aus der ganzen Welt für den Dschihad in Afghanistan anzuwerben und auszubilden. Fernes Ziel Azzams blieb auch die Befreiung Palästinas. Dem Büro angeschlossen waren Gästehäuser und Trainingslager. Azzam ging selbst zum Kampf nach Afghanistan und nahm bin Laden dorthin mit. Doch seine eigentliche Domäne war das Schreiben. ʿAzzām rief noch im Dezember 1984 eine Zeitschrift mit dem Namen al-Dschihad ins Leben, die über mehrere Jahre von Peschawar aus vertrieben wurde. Monatlich erscheinend, enthielt sie Nachrichten von der Front und ideologische Texte, die anschließend in arabischen Broschüren nachgedruckt und teilweise auch in andere islamische Sprachen und ins Englische übersetzt wurden. Zugleich reiste er durch die ganze Welt, um für die afghanische Sache zu werben. Unter anderem gründete er eine Zweigstelle des Büros in den USA.
Azzams Werbung hatte großen Erfolg: Mit Geld von Osama bin Laden, Saudi-Arabien und der CIA (über den pakistanischen Geheimdienst ISI) gelang, vor allem ab 1986, die Anwerbung von geschätzten mehreren Tausend bis 20.000 Mudschahedin aus 20 Ländern. Dabei betrieb vor allem bin Laden die Ausbildung unabhängiger arabischer Kampfgruppen, die seit 1984 in eigenen Lagern ausgebildet wurden. Es entstand über die Jahre eine Art islamistische Internationale von arabischen Kämpfern und Aktivisten.
Dennoch war Azzam in der Dschihad-Bewegung nicht unumstritten. Deutlichster Ausdruck dafür ist sein Streit Mitte der 1980er mit dem Haupt der jordanischen Muslimbruderschaft, der sogar zum Ausschluss Azzams aus der Bruderschaft führte. Ihm wurde vorgeworfen, über dem Kampf in Afghanistan den in Palästina als das eigentlich „zentrale Anliegen des Islams“ zu vernachlässigen. Jedoch war Azzam 1987 an der Gründung der palästinensischen Hamas beteiligt, und in seinen Schriften nennt er neben Afghanistan und Palästina Länder wie Tschad, Eritrea, Somalia, die Philippinen, Burma oder Südjemen.
Was die Kampftaktik angeht, wendete sich Azzam gegen das Konzept der revolutionären Avantgarde, die durch einen Staatsstreich die Macht übernimmt. Er setzte stattdessen auf Bildung einer „soliden Basis“ (al-Qāʿida as-sulba) von lang erprobten und ideologisch geschulten Kämpfern, wozu er im April 1988 in der Zeitschrift al-Dschihad aufrief. Eine kurz darauf erfolgende Versammlung zu diesem Zweck wurde jedoch von bin Laden geleitet und markierte dessen Abwendung von Azzam.
1989 starb Azzam durch eine Bombe in Peschawar. Die Täterschaft ist ungeklärt, im Verdacht stehen die CIA, der Mossad, Osama bin Laden, Aiman az-Zawahiri, afghanische Mudschahedin und die ISI.
Azzam hat über 100 Bücher und Artikel verfasst. Nach seinem Tod wurden seine Werke durch das in London ansässige Verlagshaus Azzam Publications vertrieben. Von Azzam beeinflusst wurden auch Abu Musab az-Zarqawi und Mullah Krekar.

### Theorien über den Tod Abdallah Azzams
Verschiedene Täter kommen in Frage, Azzam ermordet zu haben. Am weitesten verbreitet ist die Annahme, dass Osama bin Laden die Ermordung Azzams befahl. Quellen zufolge kam es zwischen Azzam und Bin Laden zu Streit über die Zukunft der arabischen Kämpfer in Afghanistan, unter vielen anderen Differenzen. Eine zweite Theorie geht von Aiman az-Zawahiri als Drahtzieher des Attentates aus, mit dem sich Azzam ebenfalls zerstritten hatte. Nach der dritten Theorie wurde Azzam Opfer rivalisierender afghanischer Stammestruppen, die die Einmischung Azzams in deren Angelegenheiten unterbinden wollten. Weitere Theorien beschuldigen den pakistanischen Geheimdienst ISI, die amerikanische CIA oder den israelischen Mossad.

## Ideologie und Bedeutung
Nach dem norwegischen Terrorismusforscher Thomas Hegghammer hat das Vermächtnis Abdallah Azzams drei wichtige Dimensionen:
1. Politische Dimension: Azzam war eine zentrale Kraft in der Ausweitung des afghanischen Dschihad der 80er-Jahre von einem Regionalkonflikt zu einem weltweiten Konflikt.
2. Organisatorische Dimension: Azzams Engagement im afghanischen Widerstand, die Eröffnung ausländischer Geldquellen sowie die Rekrutierung tausender Araber für den Afghanistan-Widerstand brachte ihm den Namen „Vater der arabischen Afghanen“ ein.
3. Ideologische Dimension: Azzam wird vielmals als erster Theoretiker des weltweiten Dschihads angesehen.[13]

### Dschihadtheorie
Abdallah Azzam entwarf eine zweiteilige Dschihadtheorie, die er dazu nutzte, den bewaffneten Kampf in Afghanistan und Palästina als eine religiöse Pflicht darzustellen. Zum einen entwickelte er ein allgemeines Dschihadkonzept, in dem bewaffneter Dschihad als göttlich geboten gedeutet wird. Zum anderen umfasst seine Theorie eine Typologie. In ihr unterscheidet Azzam zwischen einem offensiven Dschihad, der kollektiv verpflichtend, und einem defensiven Dschihad, der individuell verpflichtend sei.
Für die Rechtfertigung des dschihadistischen Terrorismus sind dabei Azzam Auffassungen zum defensiven Dschihad zentral: So sei die Teilnahme am defensiven Dschihad individuell verpflichtend, sobald ein islamisches Land angegriffen werde. Ab diesem Moment habe grundsätzlich jeder Muslim weltweit die Pflicht, das Land zu verteidigen oder zurückzuerobern. Sollten die Muslime des attackierten Territoriums daher nicht allein dazu in der Lage sein, ihr Land zu verteidigen, würden schrittweise alle anderen Muslime in die Pflicht genommen, um den Angriff abzuwehren.
Diese theoretischen Überlegungen überträgt Azzam konkret auf die damaligen Konflikte in Afghanistan und Palästina. Der Kampf dort sei die individuelle Pflicht eines jeden Muslims, da es sich um einen defensiven Dschihad handle. Das langfristige Ziel dieses Verteidigungskampfes sei letztlich die Rückeroberung aller ehemals muslimisch beherrschten Gebiete.

### Ideologie über Islam und Politik
Azzam interpretierte das Konzept des Dschihad folgendermaßen: Anstatt sich vor einer innerseelischen Gefährdung zu schützen, den inneren Feind zu besiegen, hieß es nun, gegen den äußeren Feind, eine äußere Bedrohung zu kämpfen, eine nichtmuslimische Macht, die wie in Afghanistan (und Palästina) muslimisches Land besetzte und unterdrückte. Dies stellt insofern eine Abkehr von der bis dahin gängigen Lehre der ägyptischen islamischen Radikalen dar, als dass dort der Dschihad vor allem als Mittel gegen die Unterdrückung eines Volkes durch einen muslimischen Herrscher betrachtet wurde.
Der Islamismus Azzams war außerdem stärker territorial ausgerichtet als jede andere Form des Islamismus. Dschihad sah er nicht als Mittel, um ein politisches System, einen Staat zu befreien, sondern muslimischen Boden gleich wo er sich befindet. Damit fanden seine Theorien großen Zulauf in Konfliktherden wie Bosnien, Tschetschenien und den Palästinensergebieten in den 90er-Jahren. Außerdem betonte er die Idee, politische Erfolge auch als Folge von revolutionären kleinen Gruppen anstatt durch großangelegte militärische Erfolge zu verstehen – eine wichtige ideologische Voraussetzung für die Geburt zahlreicher extremistischer Gruppen sowie Terrororganisationen, die auf genau diese Taktik des kleinen aber wirkungsvollen Guerilla- bzw. Terror-Kampfes setzen.
Azzam war auch ein starker Verfechter des Panislamismus. Damit gilt er als Vordenker jener internationalen islamistischen Organisationen, die sich während der 90er-Jahre bildeten – vor seiner Ideologie waren die meisten radikal-islamistischen Gruppen stärker nationalistisch ausgerichtet.

### Azzam und Internationaler Terrorismus
Azzam trug mit seiner Ideologie der Verherrlichung des Märtyrertodes stark zur Entwicklung des Märtyrerkultes bei, der in den 1980er- und 90er-Jahren zur Konsequenz der Selbstmordattentate führte. Dennoch sprach sich Azzam nie dafür aus, Attacken gegen das Gebiet ferner Feinde zu führen. Er rief zu keiner weltweiten Erhebung gegen undefinierte „Feinde des Islams“ auf. Daher kann davon ausgegangen werden, dass Abdallah Azzam zwar radikal in vielen seiner Ansichten war, nicht aber als wirklicher geistiger Vater heutiger Terrororganisationen gelten kann.

### Bedeutung für den Afghanistan-Krieg 1985–1989
„Keine andere Person (spielte) eine wichtigere Rolle als Abdallah Azzam bei den Bemühungen, die Unterstützung der muslimischen Welt für die afghanische Sache zu bündeln. Seine systematischen Bemühungen, Propaganda zu machen, Geld zu sammeln und Netzwerke zu knüpfen, trugen wesentlich zur Internationalisierung eines Konflikts bei, der sonst nur eine regionale Auseinandersetzung am Rand der muslimischen Welt geblieben wäre.“

### Bedeutung für den Nahostkonflikt
Azzams Theorien waren von großer Bedeutung und Einfluss in seiner Heimat, den Palästinensergebieten: „Man kann sagen, dass seine Schriften dort zur Neudefinition des Nahostkonflikts beitrugen. In den Augen vieler führten die Palästinenser nicht einen nationalistischen Kampf um einen eigenen Staat, sondern einen erbitterten Kampf um muslimischen Boden.“
Azzam über den Nahostkonflikt:

„Das Palästinenserproblem ist nur durch den Dschihad zu lösen. (…) Der Dschihad und das Gewehr, das ist alles. Keine Verhandlung, keine Konferenz, kein Dialog.“

## Veröffentlichungen
Insgesamt hat ʿAzzām mehr als hundert Bücher, Artikel und auf Tonkassetten aufgenommenen Vorträgen veröffentlicht. Besonders bekanntgeworden sind:
- al-Qāʿida aṣ-ṣulba („Die feste Basis“), Artikel in seiner Zeitschrift al-Dschihad einen Artikel, in dem er die Idee von al-Qaida als einer islamistischen Avantgarde entwickelte.
- ʿUššāq al-ḥūr („Die Liebhaber der Paradiesjungfrauen“)
- The Defense of Muslim Lands. (Die Verteidigung der islamischen Länder, eine höchste persönliche Pflicht. Fatwa.) 1984; Übersetzung ins Englische durch Anhänger Azzams: archive.org[25]
- Join the caravan! (Folgt der Karawane!) 1987 (englisch); archive.org.